# Blind Gods and Revolutions
Blind Gods and Revolutions è il quarto album studio della band hard rock/heavy metal Essenza, pubblicato nel 2014 per la SG Records L'album è stato registrato negli Essenza Studio di Spongano (Le) da Alessandro Rizzello. Tutti i brani sono di Carlo Rizzello e arrangiati dal trio al completo. La copertina del disco è stata disegnata da Katia Luzio, le foto della band sono di Daniela Errico, le illustrazioni interne del batterista della band Paolo Colazzo.

## Tracce
1. Plastic god (an autumn dream) – 4:22 (Rizzello)
2. Bloody spring – 4:03 (Rizzello)
3. The song inside – 5:11 (Rizzello)
4. The fury of the ancient witch – 5:30 (Rizzello)
5. Lost and blind – 4:38 (Rizzello)
6. Fight for change – 3:42 (Rizzello)
7. Seagulls in the night – 3:22 (Rizzello)
8. Time (keep my memories alive) – 5:02 (Rizzello)

## Formazione
Carlo Rizzello - voce e chitarra
Alessandro Rizzello - basso
Paolo Colazzo - batteria